# Pied (anatomie humaine)
Pour les articles homonymes, voir Pied.
 (novembre 2022).
Le pied est la partie distale du membre inférieur de l'être humain. Il est relié à la jambe par l'articulation de la cheville. Il supporte le poids du corps en position debout et permet la locomotion.
Premier élément au contact avec le sol — en position anatomique —, Il assure un rôle essentiel dans l'équilibre, l'amortissement et la propulsion.
Le pied adulte comprend 28 os, réparti en 26 os auxquels s'ajoutent deux os sésamoïdes — soit, pour les deux pieds, le quart de ceux composant l'ensemble du squelette humain —, 16 articulations, 107 ligaments assurant leur protection et limitant la mobilité, 20 muscles qui permettent leur mouvement.
Une des spécialités paramédicales s'occupant du pied est la podologie, les praticiens sont appelés pédicures-podologues(ils réalisent notamment les semelles orthopédiques,  les orthèses sur mesure et les orthoplasties), orthopédistes-orthésistes (réalisent les semelles orthopédiques, les orthèses sur mesure et les orthoplasties) ou podo-orthésistes (réalisent l'appareillage : chaussures orthopédiques, semelles orthopédiques, orthoplasties, etc.). Les médecins spécialisés sont les podiatres (Canada et États-Unis), les rhumatologues, ou encore les chirurgiens orthopédistes et traumatologues.

## Origine du mot
Le substantif masculin pied provient, en français, de l'évolution du mot latin également de genre masculin pēs, pědis, qui désignait déjà en particulier cette partie du corps humain. Dans le cas d'une lente filiation, ce serait la voyelle longue du cas nominatif pes et non la forme accusative pedem, qui laisse en ancien français dès le Xe siècle le mot pié. La graphie savante du cas régime latin pedem a influencé le retour graphique tardif de la consonne d. Dans le cas d'une formation récente, le latin médiéval pedem ou pede peut aussi être à l'origine du mot pied.
La racine se retrouve dans la famille des langues indo-européennes, par exemple sous la forme padah en sanskrit, ped ou pod en latin et en langues romanes, pod pour le mot grec pous, podos signifiant pied, ou avec les langues germaniques après mutation du p en f, avec l'anglais foot ou l'allemand Fuẞ de même sens. En français, les mots de la même famille au sens large sont nombreux : citons l'adjectif pédestre (de l'adjectif latin pedestris), les mots bipédie ou quadrupédie, piéton, piétaille (du bas latin peditalia), pion (de pedo, pedonis soldat à pied), piétiner, empiétement, pédicurie, pédiluve, pédale (par l'italien pedale), podologue ou podologie (par la racine grecque savante), tripode, peton... mais aussi péage (latin médiévale pedaticum ou droit de mettre le pied), piège (du bas latin pedicum, issu du latin pědica de même sens, indiquant à l'origine des liens ou fortes entraves aux pieds), piéger, piégeur, expédier (de expedire, envoyer, jeter ou à l'origine placer un pied au dehors ou sortir du piège, de l'immobilité), empêcher (de impedicare, verbe signifiant entraver et antonyme de pedicare ou mettre le pied dans un "piège"), empêchement, dépêcher, dépêche, appuyer (latin populaire appodiare, de podium, soubassement ou pied), appui... Nous pouvons oublier ici les mots piédestal, pédoncule ou l'expression pied de nez, car l'usage latin renvoie déjà à des sens divergents.

## Anatomie
Le pied possède une face supérieure, ou dos ; une face inférieure, ou plante ; une extrémité antérieure ou distale et une extrémité postérieure ou proximale ; un bord latéral et un bord médial. L'extrémité distale comporte cinq orteils, chacun dénommé selon un ordre numérique ascendant de 1 à 5 en allant du plus médial au plus latéral. L'extrémité proximale comporte une partie postérieure en forme de pointe grossière appelée talon. Elle s'articule au-dessus avec la jambe au niveau de la cheville.

### Forme

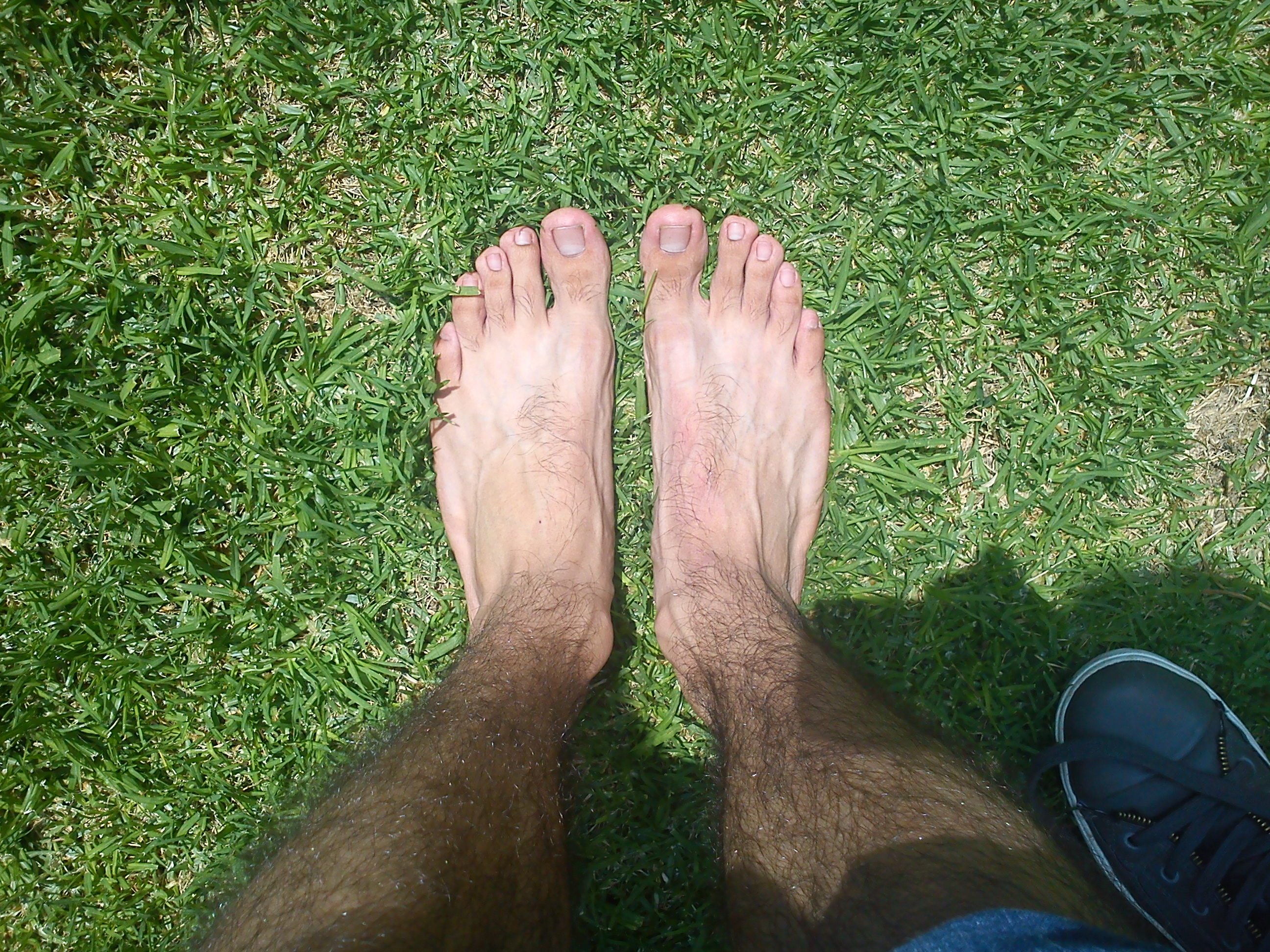
Deux pieds de type égyptien d'un homme, vue supérieure.

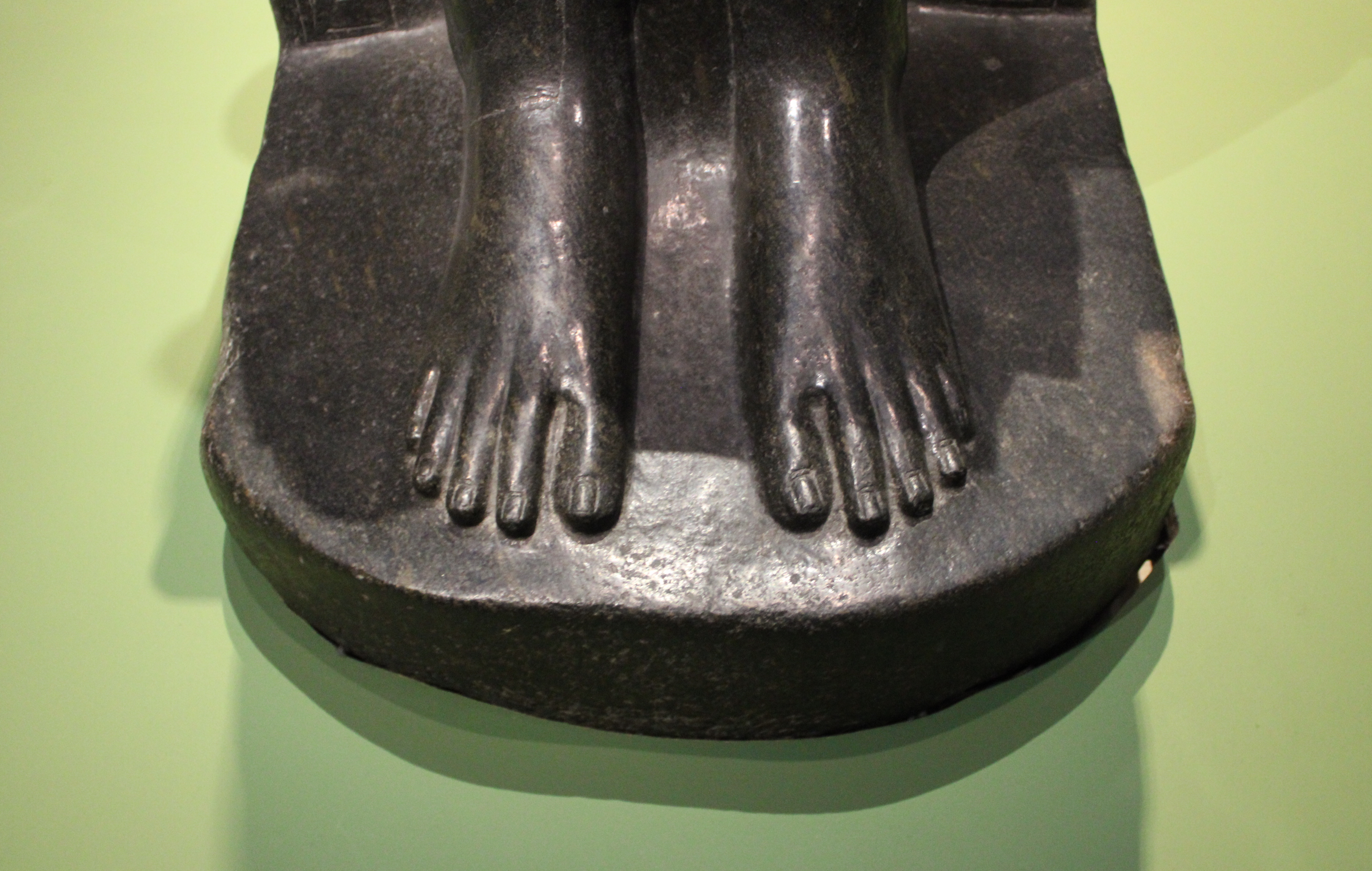
Pieds grecs de la statue de la déesse Sekhmet (Louvre-Lens): le second orteil est plus long que les autres.

Le pied peut avoir différentes formes selon la forme de leur extrémité distale, et plus exactement en fonction de l'alignement des têtes des métatarsiens :
- un pied « grec », qui concerne 23 % de la population, où l'extrémité du deuxième orteil est la plus distale, avec un pied en forme de triangle (le gros orteil est plus court que le second orteil). Il ne s'agit pas d'ascendance génétique grecque mais d'un style statuaire antique ;
- un pied « égyptien », qui concerne 50 % de la population, où l'extrémité de l'hallux (gros orteil) est la plus distale (le plus long) ;
- un pied « carré » ou « romain », qui concerne 27 % de la population, où les extrémités des trois premiers orteils sont à un même niveau (les trois premiers orteils presque égaux)[7].

Le pied peut également posséder différentes physiologies selon la forme de la voûte plantaire :
- un pied « plat » a sa voûte plantaire très basse ;
- un pied « creux » a sa voûte plantaire excessivement cabrée .

| |
| Forme d'empreinte de pied : normal (1) ; creux (2) ; pied bot varus équin (3) ; pied plat (4) ; pied bot talus valgus (5). |

| |
| Le genre humain possède un pied voûté avec un hallux adducté et des articulations tarso-métatarsiennes et inter-métatarsiennes robustes, contrairement aux primates arboricoles, qui présentent un pied plat avec un hallux abducté et une grande mobilité articulaire permettant la préhension. |

### Squelette

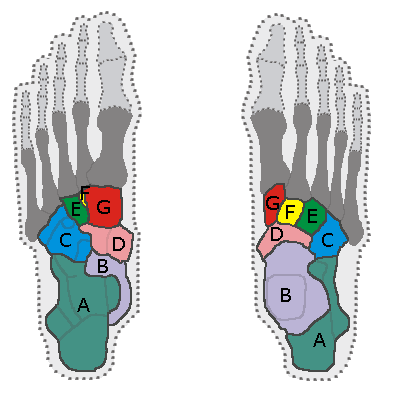
Les os du pied, vues inférieure (à gauche) et supérieure (à droite) ; A : calcanéus ; B : talus ; C : cuboïde ; D : naviculaire ; E, F et G : cunéiformes ; en gris foncé, les métatarsiens ; en gris clair, les phalanges

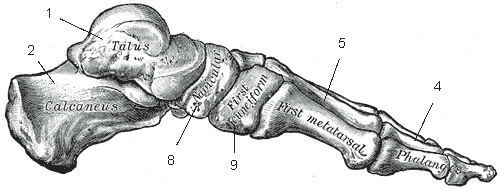
Squelette du pied gauche, vue médiale

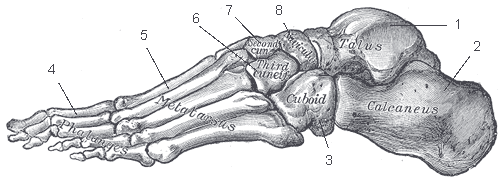
Squelette du pied gauche, vue latérale

Le squelette du pied est constitué de trois parties, d'arrière en avant : le tarse, le métatarse et les phalanges. Le tarse est constitué de sept os courts que l'on peut répartir en deux groupes : en arrière, le calcanéus (ou calcanéum) et le talus (ou astragale) ; en avant, l'os cuboïde, l'os naviculaire  (ou scaphoïde tarsien) et les trois os cunéiformes (latéral, intermédiaire et médial). Les cinq métatarsiens sont des os longs qui forment le métatarse et relient l'os cuboïde et les trois cunéiformes aux phalanges des orteils.
On peut aussi diviser le pied selon une autre approche : l'arrière-pied, constitué du talus et du calcanéus ; le médio-pied, constitué de l'os cuboïde, de l'os naviculaire et des os cunéiformes ; l'avant-pied, constitué des métatarsiens et des phalanges.
Les articulations du pied sont toutes synoviales, à l'exception de l'articulation cuboïdo-naviculaire, qui est une syndesmose.

#### Arrière-pied
L'arrière-pied est la portion postérieure du tarse. Il est constitué par le talus et le calcanéus, le talus étant au-dessus et légèrement médial par rapport au calcanéus, tout en étant plus court que ce dernier. Le talus est un des os de la cheville ; il s'articule en haut avec le tibia principalement, et aussi avec la fibula (ou péroné). Le talus s'articule également en bas avec le calcanéus sous-jacent, et son extrémité antérieure, située médialement dans le pied, s'articule avec un des os de la rangée antérieure du tarse, l'os naviculaire. Le calcanéus est l'os du talon, et c'est l'os le plus volumineux du pied. Il s'articule en haut avec le talus, au niveau de la portion antérieure de sa face supérieure. Le tiers postérieur de cette même face reçoit le tendon calcanéen (ou tendon achiléen) issu du muscle triceps sural du mollet. Le calcanéus est orienté en avant, en haut et latéralement ; son extrémité antérieure s'articule avec l'os cuboïde.

#### Médio-pied
Le médio-pied est la partie antérieure du tarse. Il est constitué de cinq os. Médialement, il y a une double rangée : il s'agit de l'os naviculaire en arrière et des trois os cunéiformes en avant. Latéralement, il n'y a qu'un os : l'os cuboïde. Concernant la partie médiale, l'os naviculaire s'articule donc : en arrière avec le talus, latéralement avec l'os cuboïde, en avant avec les os cunéiformes médial, intermédiaire et latéral. Ceux-ci occupent une position relative entre eux cohérente avec leurs noms et sont chacun en rapport en avant avec un des trois premiers métatarsiens. L'os cunéiforme latéral est par ailleurs articulé sur sa face latérale avec l'os cuboïde. La partie latérale du médio-pied est occupée par l'os cuboïde, qui s'articule donc : sur sa face postérieure avec le calcanéus ; sur sa face médiale, en arrière avec l'os naviculaire et en avant avec l'os cunéiforme latéral ; sur sa face antérieure, avec les quatrième et cinquième métatarsiens.

#### Avant-pied
L'avant-pied correspond au métatarse et aux phalanges. Le métatarse est constitué par les cinq métatarsiens, de manière comparable au métacarpe de la main. Les métatarsiens sont articulés au niveau de leur base avec : les os de la rangée distale du tarse, soit dans l'ordre les os cunéiformes médial, intermédiaire et latéral pour les trois premiers, et l'os cuboïde pour les deux derniers ; et avec la base du ou des métatarsiens adjacents. Au niveau de leur tête, en distalité, les métatarsiens sont chacun en rapport avec la base de chaque phalange proximale respective. Les phalanges du pied sont disposées de la même manière que celles de la main ; une phalange proximale est articulée en avant avec une phalange moyenne (dite phalangine), elle-même articulée en avant avec une phalange distale (dite phalangette). Tout comme pour la main, les premières phalanges ne sont que deux, la proximale et la distale. Enfin, chaque métatarsien et les phalanges correspondantes forment ensemble une même structure appelée rayon.

### Face plantaire

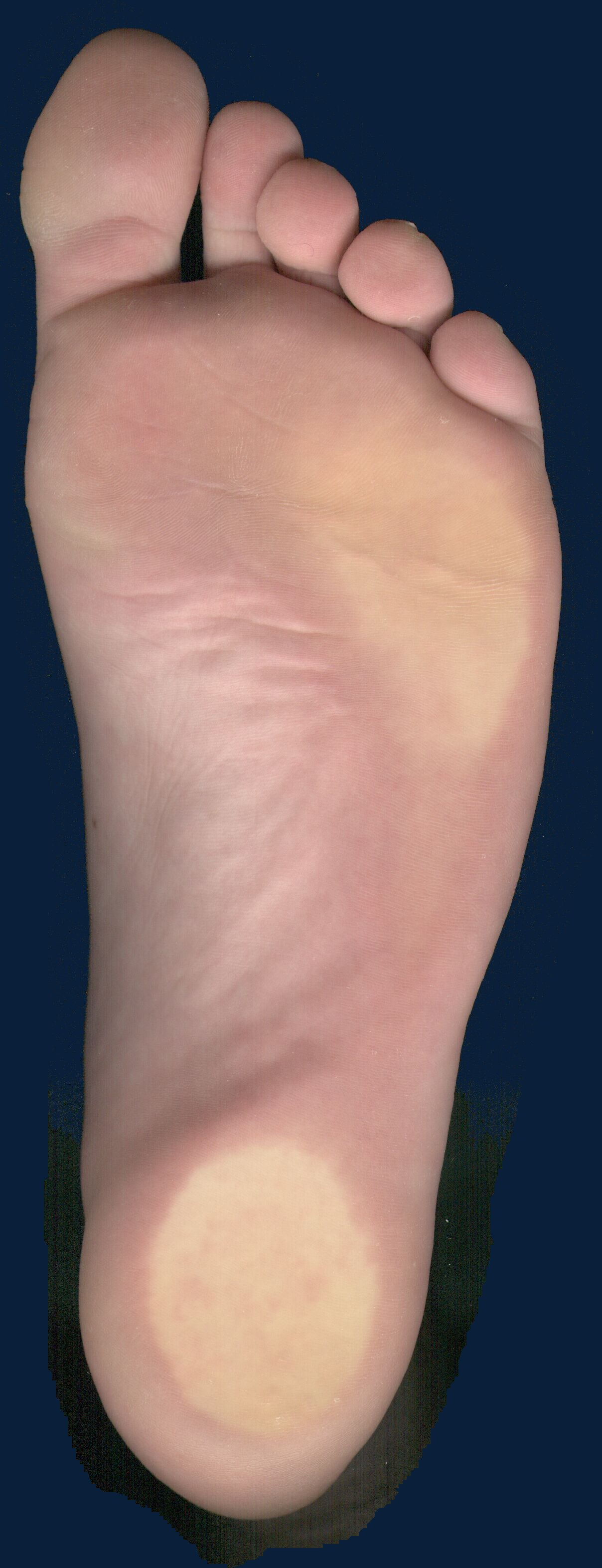
Plante de pied gauche en appui

La plante du pied est une région particulière étant donné qu'elle supporte le poids du corps, essentiellement réparti sur la partie postérieure du calcanéus et les têtes des métatarsiens.

#### Arches du pied
La face plantaire est relativement creuse, ce qui est dû au fait que le squelette du pied est organisé en forme d'arche à concavité inférieure. On décrit ainsi trois arches : longitudinales médiale et latérale, et transverse. L'arche longitudinale médiale est la plus importante en termes de longueur et de courbure ; elle est constituée, d'arrière en avant, du calcanéus, du talus, de l'os naviculaire, des os cunéiformes et des trois premiers métatarsiens. L'arche longitudinale latérale est beaucoup moins prononcée ; elle est constituée du calcanéus, de l'os cuboïde et des deux derniers métatarsiens. L'arche transverse est constituée des os cunéiformes, de l'os cuboïde et de la base des métatarsiens. Cette disposition en arche est rendue possible par l'aponévrose plantaire qui est une bande de tissu conjonctif dense étendue de la partie postérieure du calcanéus aux têtes des métatariens. Y participent également les ligaments du pied, ainsi que les muscles et les tendons de la face plantaire.

#### Peau
La peau de la plante est une région spécialisée. Le tissu adipeux hypodermique est épais et élastique avec une organisation particulière du fait de la présence de septums. C'est surtout le cas au niveau du talon et des têtes des métatarsiens.
Par ailleurs, comme la pulpe des doigts, c'est une région du corps riche en terminaisons nerveuses ; elle est communément sensible au chatouillement. C'est, comme les aisselles et la paume des mains, une zone riche en glandes sudoripares. En revanche, tout comme la paume des mains, elle est dépourvue de poils et de glandes sébacées.

### Musculature

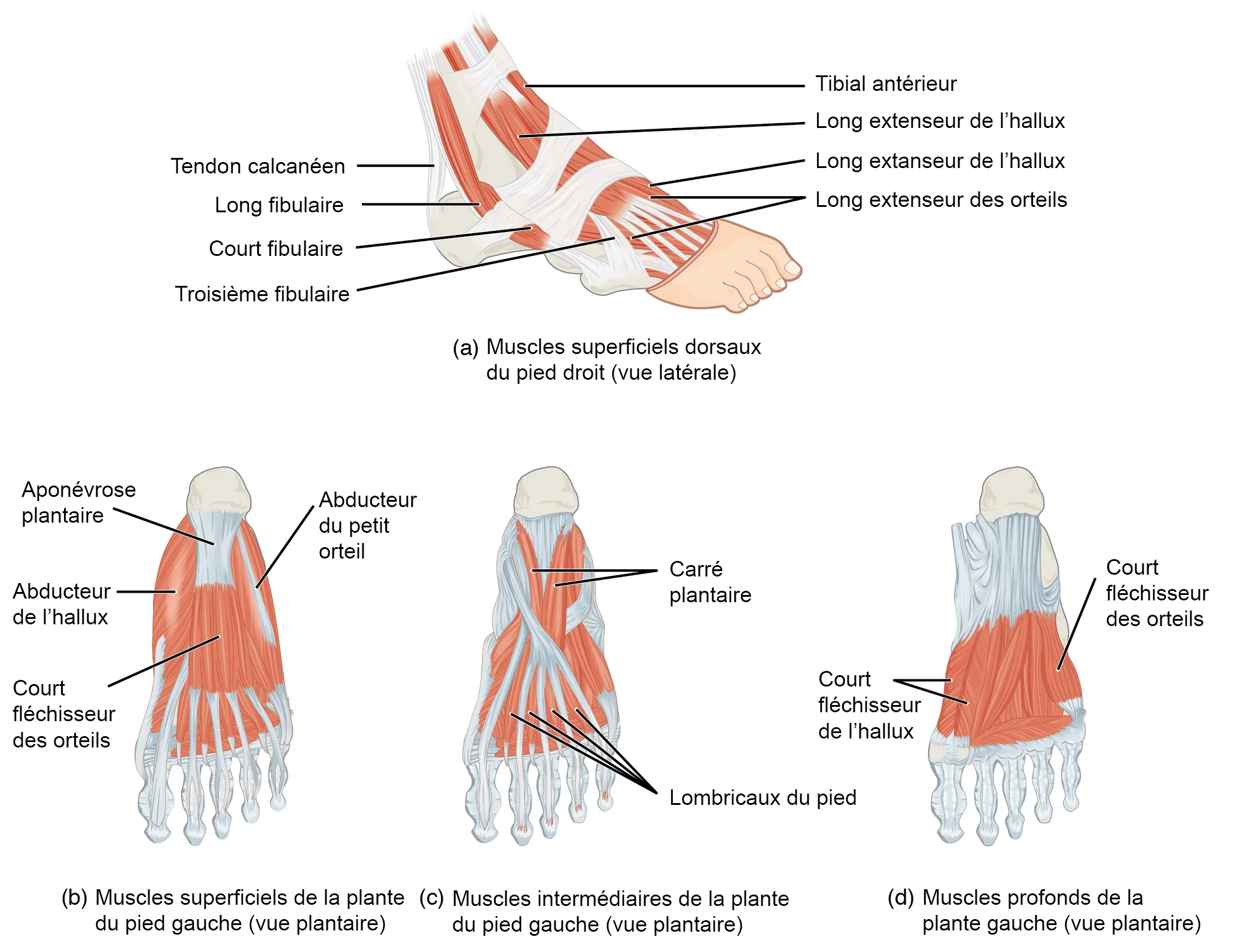
Muscle du pied

On distingue pour le pied, comme pour la main, une musculature intrinsèque et extrinsèque, selon que les muscles qui agissent sur les articulations sont contenus dans le pied ou dans la jambe, respectivement.

#### Muscles intrinsèques
Les muscles intrinsèques du pied sont répartis en plusieurs loges : les loges plantaires médiale, centrale et latérale, la loge interosseuse et la loge dorsale.
La loge plantaire médiale comprend deux muscles : l'abducteur et le court fléchisseur de l'hallux, qui permettent respectivement l'abduction et la flexion de l'hallux. La loge plantaire centrale contient sept muscles : le court fléchisseur des orteils qui permet la flexion des orteils 2 à 5, les quatre lombricaux, qui permettent le maintien de l'extension relative des orteils, le fléchisseur accessoire des orteils, qui permet la flexion des orteils 2 à 5, et l'adducteur de l'hallux, qui permet la flexion de l'hallux. La loge plantaire latérale contient deux muscles : l'abducteur et le court fléchisseur du cinquième orteil.
La loge interosseuse contient les trois muscles interosseux plantaires, qui permettent l'adduction des orteils 3 à 5, et les quatre interosseux dorsaux, qui permettent l'abduction des orteils 2 à 4. Il faut savoir que ces mouvements ont pour axe de référence le deuxième rayon. La loge dorsale contient un seul muscle : le court extenseur des orteils, qui permet l'extension des orteils 2 à 4.

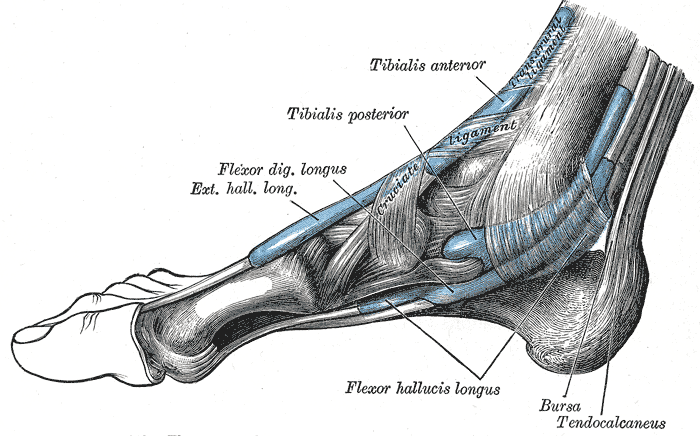
Tendons des muscles extrinsèques postérieur, médiaux et antérieurs (pour partie), pied droit

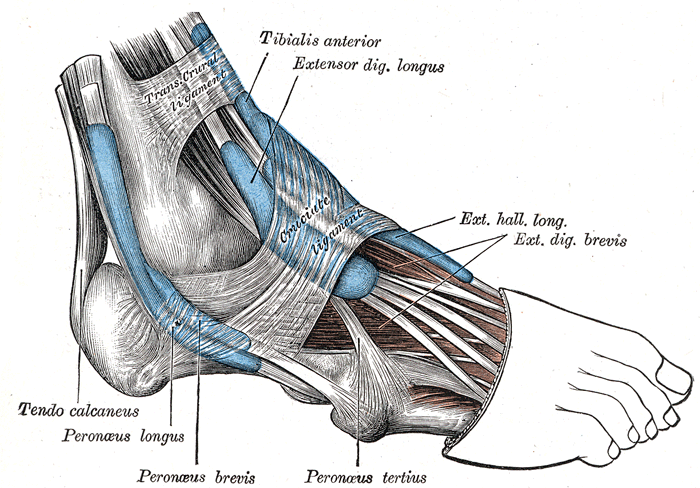
Tendons des muscles extrinsèques postérieur, latéraux et antérieurs, pied droit

#### Muscles extrinsèques
Les muscles extrinsèques du pied sont situés dans la jambe et seuls leurs tendons sont présents dans le pied. On distingue quatre groupes selon la position de ces tendons au passage de la cheville : postérieur, médial, antérieur et latéral.
Le groupe postérieur est constitué du tendon calcanéen issu du muscle triceps sural et permettant la flexion plantaire de la cheville ; il s'insère directement sur la partie postérieure du calcanéus. Le groupe médial passe en arrière de la malléole médiale et dans le rétinaculum des fléchisseurs, et se continue sur la face médiale et la plante du pied. Il comporte les tendons des muscles fléchisseur commun des orteils et long fléchisseur de l'hallux, qui permettent la flexion des orteils, et tibial postérieur, qui permet l'inversion du pied.
Le groupe latéral passe en arrière de la malléole latérale et dans le rétinaculum fibulaire, et se continue sur le bord latéral du pied. Il contient les tendons des muscles long fibulaire et court fibulaire, qui permettent l'éversion du pied.
Le groupe antérieur passe dans le rétinaculum des extenseurs et se continue sur le dos du pied. Il contient les tendons des muscles tibial antérieur, qui permet la flexion dorsale de la cheville et l'inversion du pied, long extenseur de l'hallux et long extenseur des orteils, qui permettent l'extension des orteils et la flexion dorsale de la cheville, et troisième fibulaire, qui permet la flexion dorsale de la cheville et l'éversion du pied.

### Innervation

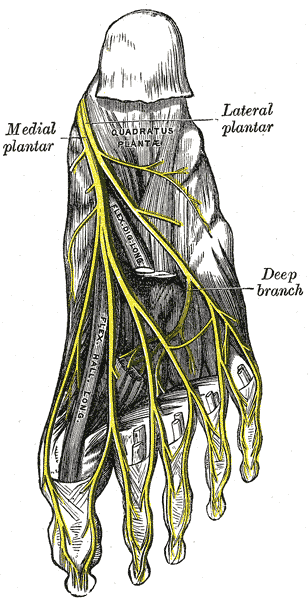
Nerfs de la plante du pied droit

Les nerfs du pied sont essentiellement issus du nerf sciatique dans la cuisse. Ce sont des branches des nerfs tibial d'une part, et d'autre part des nerfs fibulaire superficiel et fibulaire profond, issus du nerf fibulaire commun dans la jambe. Une petite partie de l'innervation est assurée par des branches du nerf saphène, issu du nerf fémoral dans la cuisse.
Le nerf tibial se divise en nerfs plantaire médial et plantaire latéral. Le nerf plantaire médial innerve quatre muscles : les muscles de la loge plantaire médiale ainsi que, parmi les muscles de la loge plantaire centrale, le court fléchisseur des orteils et le premier lombrical. Le nerf plantaire latéral innerve quatorze muscles : les muscles de la loge plantaire latérale, les muscles de la loge plantaire médiale à l'exception des deux cités précédemment et les muscles de la loge interosseuse. Les branches du nerf tibial innervent par ailleurs la peau du talon et de la face plantaire du pied.
Le nerf fibulaire profond innerve au niveau du pied un seul muscle, celui de la loge dorsale, et une petite partie de la peau du dos du pied. Le nerf fibulaire superficiel innerve la plus grande partie de la peau du dos du pied. Enfin, le nerf saphène innerve la peau de la face médiale du pied.

### Vascularisation
Les artères du pied sont l'artère dorsale du pied, issue de l'artère tibiale antérieure au niveau de la cheville, et l'artère tibiale postérieure qui se divise dans le pied pour donner les artères plantaires médiale et latérale, ainsi qu'une des branches issue de la même artère dans la jambe, l'artère fibulaire. Les veines sont de disposition analogue aux artères dans la profondeur. En superficie, ce sont les petite et grande veines saphènes qui drainent le pied. Les vaisseaux lymphatiques suivent les voies veineuses profondes et superficielles.

## Biomécanique
Les pieds supportent le poids du corps essentiellement sur sept points d'appui : le talon qui porte deux tiers du poids lors de la marche, le métatarse et la pulpe des cinq orteils. Au cours de la marche, le pied s'allonge en moyenne de 6,6 mm[réf. nécessaire].

## Évolution du pied et de l'homme

### Développement de la station debout et de la marche
La paléontologie établit au cours du XXe siècle que l'évolution du pré-hominidé vers l'Homme n’a pas commencé par la tête et l’intelligence mais par la station debout,,,.

### Développement de la tête et du cerveau grâce au pied
Un ensemble architectural de 26 os qui s'associent par des articulations plus nombreuses encore pour édifier une voûte à trois cintres réalise un organe capable de s'adapter à tous les sols, sauf la glace.
Léonard de Vinci s'en émerveillait.
La station debout a permis la marche verticale et perpendiculaire au sol, elle a dégagé les membres supérieurs de leur fonction ambulatoire, leur permettant d'acquérir l'adresse. Elle a libéré la mâchoire de ses rôles préhensile et défensif. Par là même elle a favorisé le développement de la boîte crânienne et l'augmentation du volume du cerveau.

### Contribution du pied à l’humanité
L'homme doit beaucoup au pied. Cet organe ne compte pas moins de 26 os, 16 articulations, 107 ligaments et 20 muscles intrinsèques. L'homme a pu acquérir la station debout grâce à ses modifications du pied et à la réorientation du crâne, ses yeux et sa bouche par déplacement du support de la tête, c’est-à-dire du trou occipital en bas et en avant.
Le maintien de la station debout n’aurait pu se faire sans cette lente adaptation entraînant la libération de la main qui put alors travailler, inventer l’art et l’outil. Selon Jean-Marie Galmiche, si le pied n'avait pas évolué vers l'aspect qu'il a aujourd'hui, nous vivrions encore dans des arbres ou des grottes.

## Pathologie
De nombreuses affections peuvent concerner les pieds, inflammatoires, infectieuses, malformations osseuses, fractures…
- au niveau du gros orteil (hallux)
  - hallux valgus
  - hallux rigidus
  - une atteinte inflammatoire de type rhumatisme psoriasique
- au niveau des métatarses
  - métatarsalgies mécaniques sur un avant-pied rond
  - arthropathies métatarsophaplangiennes, notamment dans le cadre d'une polyarthrite rhumatoïde
  - névrome de Morton
  - fracture de fatigue d'un métatarsien

Le pied ancestral, rarement rencontré, désigne un hallux en position proximale du fait d'une anomalie de formation du premier métatarsien. Le pied bot désigne diverses anomalies de forme de la cheville qui peuvent être congénitales (3 % de la population).

## Usage

### Domaine sportif
- Dans certains sports de ballon comme le football et le rugby à XV, le pied frappe un ballon. Dans certains sports de combat comme la savate ou le taekwondo, le pied est utilisé pour porter des coups à un adversaire.
- En équitation, il est courant d'utiliser les pieds comme directive pour communiquer au cheval une demande de son cavalier.

### Art de la scène
- En danse classique, le pied est soumis à des contraintes particulières, notamment dans le travail sur pointes.

### Sexualité
Le pied et la démarche jouent un rôle majeur dans la sexualité et le symbolisme repris par Freud et Jung. On peut citer les pieds bandés de la tradition chinoise, l'histoire d’Œdipe, les lavements de pieds ou le cinéma (La Comtesse aux pieds nus de Mankiewicz, Folies de femmes de Erich von Stroheim ou Camille Claudel de Bruno Nuytten). Certaines pratiques ayant pour objet d'intérêt le pied relèvent du fétichisme sexuel.

## Galerie

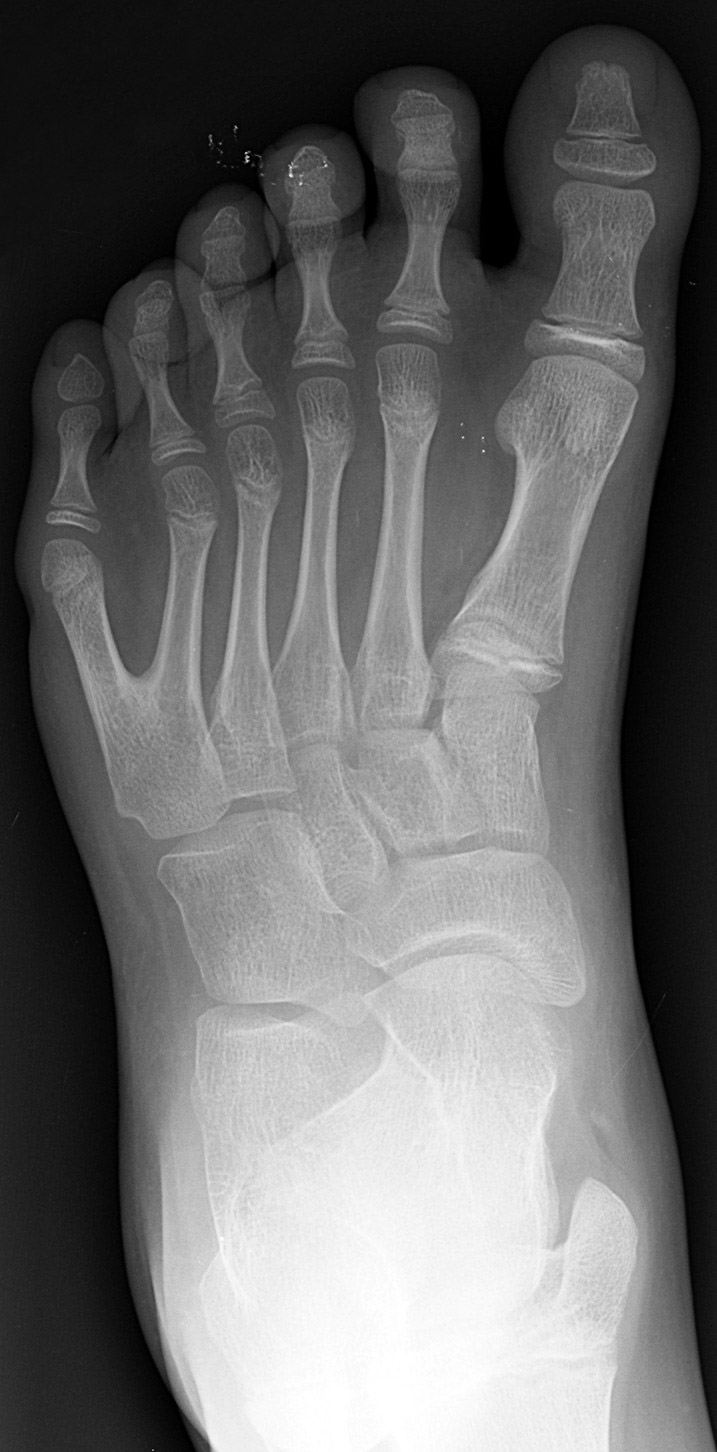
Radiographie de face du pied gauche d'un enfant atteint de polydactylie.
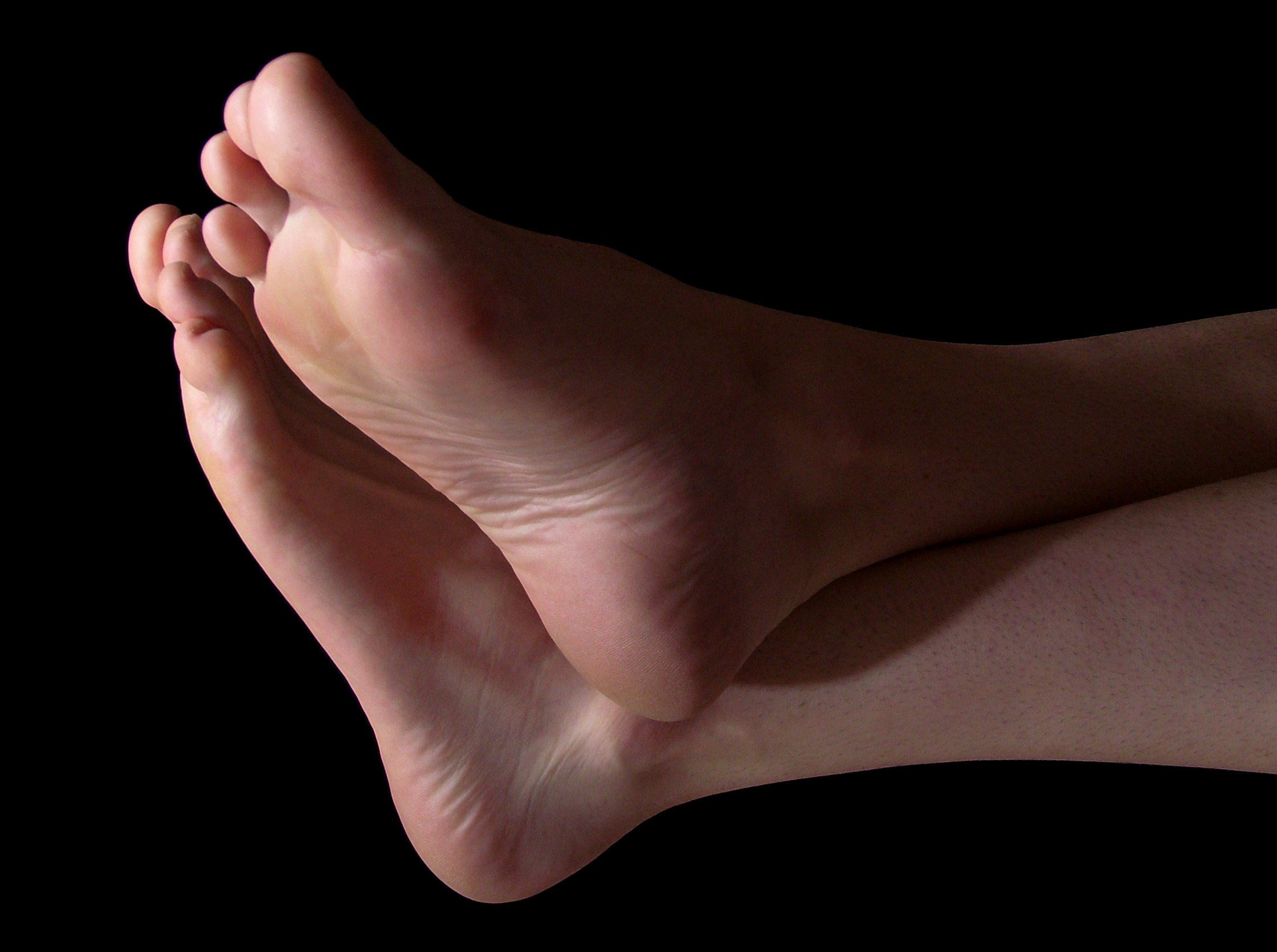
Deux pieds croisés.
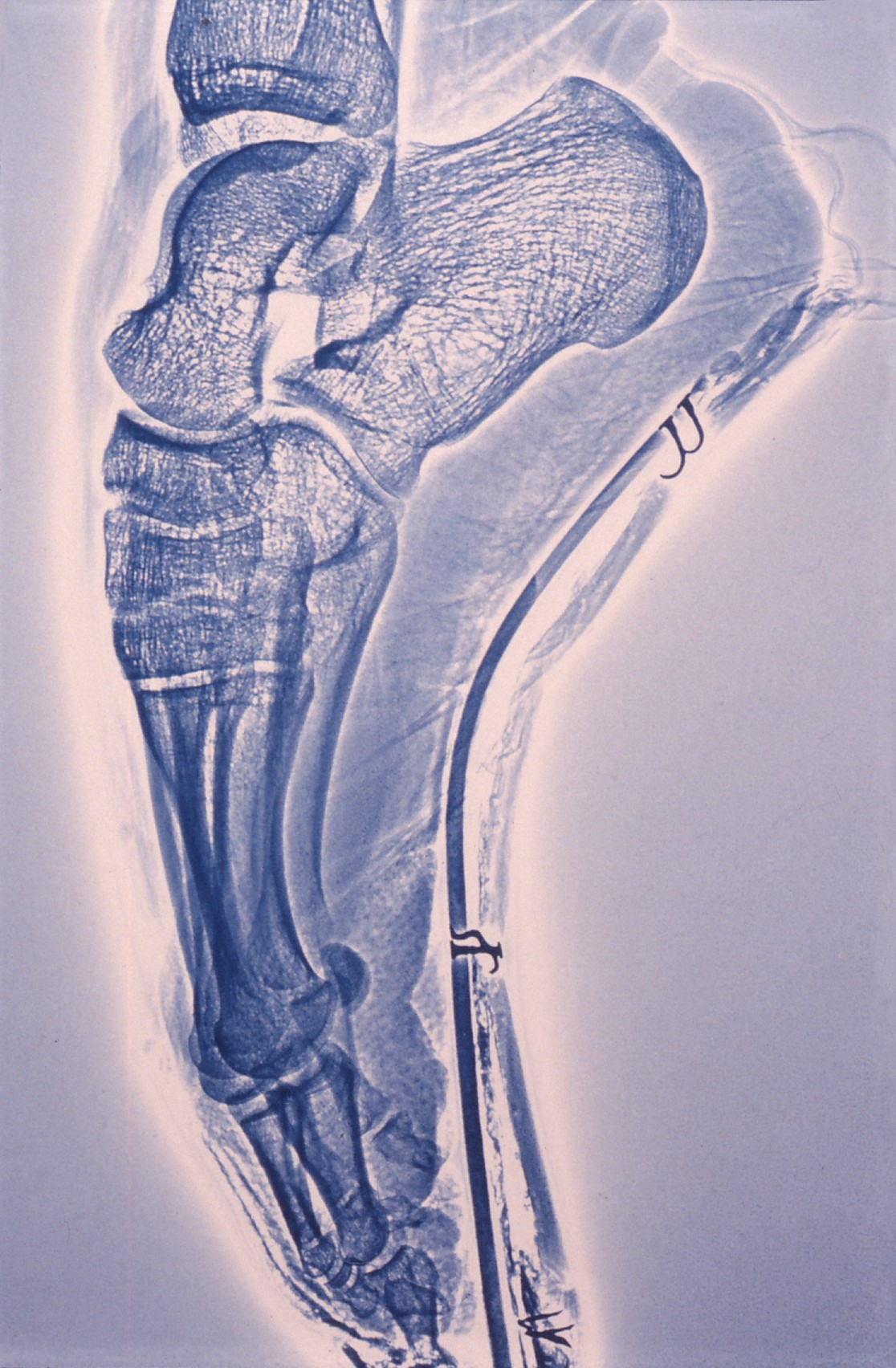
Xérographie du pied d’une danseuse dans son chausson faisant des pointes.
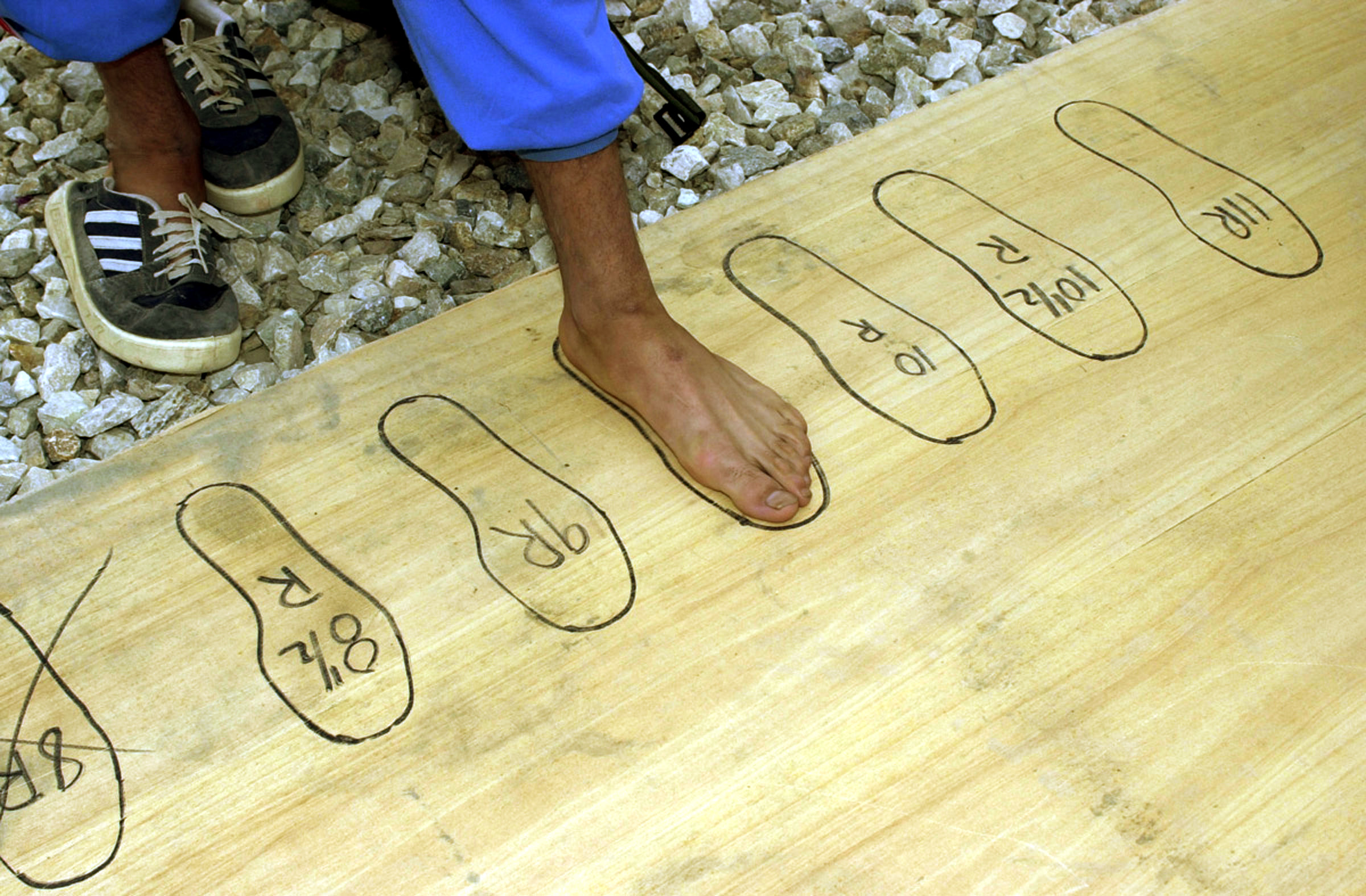
Le ratio de Topinard qui estime que le pied adulte représente en moyenne 15 % de la taille debout[18], est encore utilisé par l'anthropologie et la science forensique[19].